# Риттих, Александр Фёдорович
Александр Фёдорович фон- Риттих (23 июня 1831 (по сведениям о венчании - 1833 г.р. — 22 июня 1915, Царское Село) — российский военный деятель, этнограф. Сын Кристиана Фридриха Риттих из Риги (1791—1856). Исповедания лютеранского.

## Образование и карьера
Образование получил в Николаевской инженерной академии и в Академии генерального штаба.
В 1862—1864 годах наблюдал в Минской губернии за постройкой и ремонтом православных церквей и открыл до 30 народных школ.
В 1867 году - полковник Генерального Штаба, командующий 85-м Выборгским полком, начальник Штаба 22 пехотной Дивизии.
Во время Русско-турецкой войны (1877—1878) заведовал перевозкой раненых и больных с театра войны; позже командовал пехотной бригадой, затем дивизией.
В 1894 году вышел в отставку. Генерал-лейтенант.

## Этнографическая карта Европейской России
Карта составлена по поручению Императорского Русского Географического общества Александром Федоровичем Риттихом, под наблюдением специальной комиссии из Вице-председателя П. П. Семенова и членов: А. И. Артемьева, Е. Г. Вейденбаума, М. И. Венюкова, А. А. Куника, П. И. Лерзе, Л. Н. Майкова, В. Н. Майкова и Н. В. Христиани. Масштаб 60 вёрст в одном английском дюйме (1:2520000). Отпечатана в Санкт-Петербурге, в картографическом заведении Алексея Ильина.
Источником информации для карты послужили материалы проведенной общероссийской ревизии 1858 года, списки населенных мест 1860-х годов и прочие статистические данные.
Всего на карте показано 46 народов населявших нынешние территории Европейской России, Украины, Беларуси, Молдовы, Финляндии, Прибалтики (Латвия, Литва, Эстония) и Закавказья.
После выхода карты она была отправлена на Международный географический конгресс во Францию, где была удостоена высшей награды.

## Атлас народонаселения по исповеданиям
«Атлас народонаселения Западно-Русского края по исповеданиям» был подготовлен Риттихом в 1862—1864 годах. В атласе представлены одна общая карта народонаселения Западно-Русского края по исповеданиям и 9 карт народонаселения отдельных губерний по исповеданиям (Могилевская, Витебская, Минская, Виленская, Гродненская, Ковенская, Киевская, Подольская и Волынская губернии).
Каждая из 9 губернских карт состоит из двух частей — цветного изображения данной местности, соответствующего процентному содержанию каждого исповедания, и подробного (на полях карты) показания числа жителей обоего пола по каждому приходу отдельно.
Этот атлас выдержал несколько изданий, он и сегодня не утратил своего значения и представляет большой интерес.

## Журналист и общественный деятель
Публиковал статьи в «Новом Времени», «Голосе» (в 1876 году — статьи о сербско-турецкой войне), «Свете», «Новостях», «Руси» и других газетах и журналах. Участвовал в деятельности славянского движения, активно взаимодействовал со сторонниками панславизма из Восточной Европы.

## Семья
Был женат несколько раз. Одна из жен — Анна Петровна Поггенполь.
Вторая жена с 2 июня 1867 года Анна Павловна Кузнецова (1842 г.р), православная, - дочь потомственного гражданина Новгородского 1 гильдии купца Павла Михайловича Кузнецова. Венчались в Новгородском Софийском Кафедральном Соборе.
- Дочь — Ольга Александровна (1860—1950, Париж), в замужестве Завалишина. Похоронена на кладбище в Сент-Женевьев-де-Буа.
- Дочь — Клеопатра Александровна Курченинова (1863—1931, Париж), замужем за Харьковским губернским предводителем дворянства С. Н. Курчениновым. Похоронена на кладбище в Сент-Женевьев-де-Буа.
- Сын — Александр Риттих (1868—1930, Лондон), российский государственный деятель, министр земледелия.
- Сын — Фёдор Александрович Риттих (1871—1923, Мюнхен), офицер, генерал-майор, после 1917 эмигрировал.
- Сын — Пётр Александрович Риттих (1874—1936, Казань), учёный, член географического общества, женат на Инне Константиновне Полежаевой, в 1935 году выслан в Казань.

## Труды
- Казанская губерния. — Казань, 1870. — 2 т.
- Прибалтийский край : приложения: карта по племенам и исповеданиям и три статистические таблицы по племенам и исповеданиям Курляндской, Лифляндской и Эстляндской губернии (Санкт-Петербург, 1873)
- «Этнографическая карта славянских народностей» (Санкт-Петербург, 1874)
- «Этнографическая карта Европейской России» (Санкт-Петербург, 1875)
- «Этнографическая карта Кавказа» (Санкт-Петербург, 1875)
- «Славянский мир» (текст и 42 карты, Варшава, 1885)
- А. Ф. Риттих. Карта западных и южных славян. 1885
- «Материалы для этнографии Царства Польского: Люблинская и Августовская губернии» (Санкт-Петербург, 1864)
- «Материалы для этнографии России: Казанская губерния» (Казань, 1870)
- «Австро-Венгрия, общая статистика» (Санкт-Петербург, 1874)
- «Материалы для этнографии России: Прибалтийский край» (Санкт-Петербург, 1875)
- «Барон Р. М. Таубе. 1808—1812 г.» // Русская старина, 1876. — Т. 17. — № 12. — С. 842—844 Архивная копия от 3 ноября 2013 на Wayback Machine
- «Apercu general des travaux ethnographiques en Russie pendant les trente dernieres annees» (Харьков, 1878)
- «Числовое отношение полов в России» (Харьков, 1879)
- «Этнографический очерк Харьковской губернии» (Харьков, 1879)
- «Переселения» (Харьков, 1882)
- «Еврейский вопрос в Харькове» (Харьков, 1882)
- «Ce que vaut la Russie pour la France» (Париж, 1887)
- «Русский военный быт» (Санкт-Петербург, 1893)
- «Русская торговля и мореходство на Балтийском море» (Санкт-Петербург, 1896)
- «Славяне на Варяжском море» (Санкт-Петербург, 1897)
- «Чехия и чехи» (Санкт-Петербург, 1897)
- «Современные дворянские вопросы» (Санкт-Петербург, 1897)
- «Славяно-французский конгресс в Париже в 1900 году» (Санкт-Петербург, 1899)
- «Восточный вопрос» (политико-этнографический очерк, Санкт-Петербург, 1898)
- «Четыре лекции по русской этнографии» (Санкт-Петербург, 1895)
- «Россия и её моря. Краткая история Россия с морской точки зрения». (Санкт-Петербург, 1907) — совместно с адмиралом Александром Львовичем Бубновым.